# Systemprogrammiersprache
Als Systemprogrammiersprache werden Programmiersprachen bezeichnet, welche zur Systemprogrammierung verwendet werden können. Sie stehen in Kontrast zu Programmiersprachen, welche ausschließlich für die Programmierung von Anwendungssoftware verwendet werden können.

## Begriff und Abgrenzung
Systemprogrammiersprachen gehören meist zu den maschinennahen Programmiersprachen, wie zum Beispiel Assembler. Dennoch gehören einige höhere Programmiersprachen zu den Systemprogrammiersprachen, so etwa C bzw. C++. Diese grenzen sich durch ihre Komplexität und Abstraktion von Maschinensprachen ab. Höhere Programmiersprachen benötigen für die Ausführung der Software einen sogenannten Interpreter bzw. Compiler, um in Maschinensprache übersetzt zu werden und von der CPU ausgeführt werden zu können. Eine generelle Einteilung ist daher nicht möglich und hängt von den Anforderungen des Programmierers ab.
Systemprogrammiersprachen haben dabei besondere Anforderungen an Sicherheit und Stabilität. Daher sind in den letzten Jahren vermehrt Systemprogramme in höheren Programmiersprachen entwickelt worden. Systemprogramme in höheren Programmiersprachen sind von Natur aus umfangreicher.

## Verwendung
Systemprogrammiersprachen werden verwendet, um Programme zu entwickeln, die Hardwarekomponenten direkt steuern und kontrollieren. Systemprogramme „kommunizieren“ daher mit der Hardware und den ausgeführten Prozessen. So werden sämtliche Komponenten eines Betriebssystems als Systemprogramme bezeichnet. Zusätzlich stellen in der Systemprogrammierung erstellte Programme bestimmte Plattformen und Umgebungen bereit, um Anwendungssoftware ausführen zu können. Andere Beispiele für Systemprogramme sind Gerätetreiber, Compiler oder Linker. Beispiele für Programmiersprachen, mit denen größtenteils Anwendungssoftware erstellt wird, sind etwa Java oder Visual Basic.